# 대한민국역사박물관
대한민국역사박물관(大韓民國歷史博物館, National Museum of Korean Contemporary History)은 대한민국 근현대 역사자료의 수집·보존·조사·연구·전시·교육 및 교류에 관한 사무를 관장하는 대한민국 문화체육관광부의 소속기관이다. 2012년 3월 30일 발족하였으며, 서울특별시 종로구 세종대로 198에 위치하고 있다. 관장은 임기제공무원으로 보한다.
박물관은 대한민국의 역사를 시대별로 4개의 전시실로 나누어 설명하고 있다. 제1전시실에서는 '대한민국의 태동 1876년 ~ 1948년', 제2전시실에서는 '대한민국의 기초 확립 1948년~ 1961년', 제3전시실에서는 '대한민국의 성장과 발전 1961년 ~ 1987년', 그리고 제4전시실에서는 '대한민국의 선진화, 세계로의 도약 1987년 ~ '을 주제로 전시가 구성되어 있다.
'어린이 박물관'에서는 어린이가 직접 체험하면서 근현대사를 배울 수 있다. 또한 근현대사 전반에 걸친 다양한 주제의 특별전시를 통해 대한민국 근현대사에 대한 심층적인 내용을 살펴볼 수 있다. 박물관에서 다양한 교육프로그램과 문화행사도 운영하고 있다. 근처 세종이야기와 광화문, 경복궁 등이 자리잡아 그시대 상황에 맞춰 역사를 알아볼 수 있다. 또한 경복궁의 경우 조선시대의 역사를 갖고 있기에 이곳 박물관에서 배운 사실을 이어나갈수 있다.

## 연혁
- 2008년 8월 15일: 이명박 대통령 8·15경축사에서 현대사박물관 건립 공포.
- 2009년 5월 4일: 국립대한민국관건립추진단 발족.
- 2009년 10월 19일: 대한민국역사박물관으로 명칭 변경.
- 2012년 3월 30일: 대한민국역사박물관 설치.
- 2012년 12월 17일: 초대 관장 김왕식 취임.
- 2012년 12월 26일: 대한민국역사박물관 개관.[2]
- 2016년 1월 25일: 2대 관장 김용직 취임.
- 2017년 11월 1일: 3대 관장 주진오 취임.
- 2021년 5월 7일: 4대 관장 남희숙 취임.
- 2023년 6월 16일: 5대 관장 한수 취임.

## 조직

### 관장
- 운영지원과[3]

학예연구실
- 연구기획과[5]
- 자료관리과[6]
- 전시운영과[5]
- 교육과[5]
- 교류홍보과[7]

## 역사 왜곡 사건
2018년 12월 5일부터 2019년 1월 17일까지‘전쟁 포로, 평화를 말하다’를 주제로 특별전을 진행하면서 안내문에“북한 포로수용소의 국군 포로 및 유엔군 포로들은 대부분 모국으로 귀환했다”고 소개했다. 그 후 역사 왜곡‧날조를 했다는 지적과 규탄 시위가 일어나자 “한국으로 귀환한 국군 포로는 8,000여 명에 불과해‘돌아오지 못한 국군 포로’문제가 여전히 남아 있다”고 수정을 하였지만 여전히 국군 포로들이 자의로 북한을 선택해 남아 있는 것일 수도 있다는 듯한 애매모호한 뉘앙스로 수정하여 다시 한번 비판의 대상이 되었다.
덧붙여 박물관 측은 또 안내문에‘북한군과 중국군 관할 포로수용소에 수용된 국군과 유엔군 포로는'1만3,435명'(국군 8,656명 / 유엔군 4,797명)로 기재하였는데 이 수치는 휴전 협정 당시 북한이 나머지 포로들은 전부 전향해서 없고 남아 있는 포로의 전부라고 하면서 실제 송환한 국군과 유엔군 포로 수치 '1만3,649명'(국군 총 8,343명 - 상병 포로 471명, 일반 포로 7,862명, 추가 10명 / 유엔군 총 5,126명 - 상병 포로 213명, 일반 포로 송환 4,911명, 추가 2명)와 대동소이한 것으로 즉 1953년 휴전 협정 당시 북한이 주장하는 포로 수치 통계를 인용하였다. 그러나 유엔군과 미 육군 기록을 보면 북한군 총사령부는 1951년 전단과 방송을 통해 발표한 국군과 유엔군 포로 규모를 10만 8천여 명이라고 발표했었고, 유엔군 사령부는 휴전 협정 당시 국군 실종자수를 82,000여 명으로 추정하였으며, 2014년 2월 유엔 북한인권위원회(COI) 보고서는 대략 82,000여명의 실종자가 발생했고 여기서 8,343명의 한국군 포로만 휴전협정을 통해 송환되어 5만에서 7만의 한국군 포로가 북한과 북한 동맹국에 억류되었다고 발표하였다.
그 후 계속해서 역사왜곡에 대한 비판과 규탄 시위가 일어나자 해당 통계표를 철거하였으며 박물관은 국군 포로들이 북한에 자발적으로 남았다고 생각하지 않는다”는 입장을 밝히며 역사 왜곡을 인정하였다.

## 갤러리

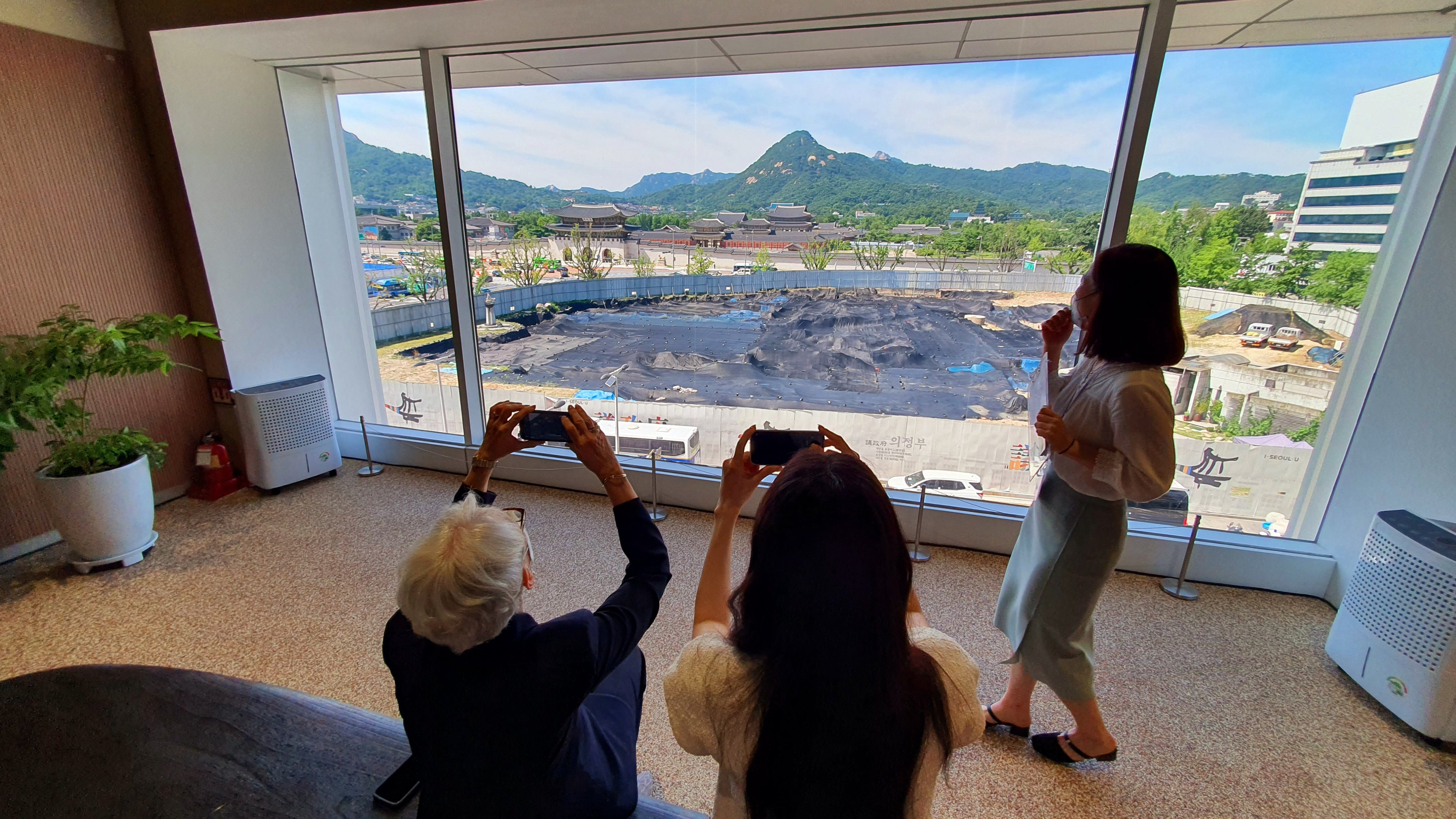
박물관을 관람하는 미국 국무부 부장관 웬디 셔먼
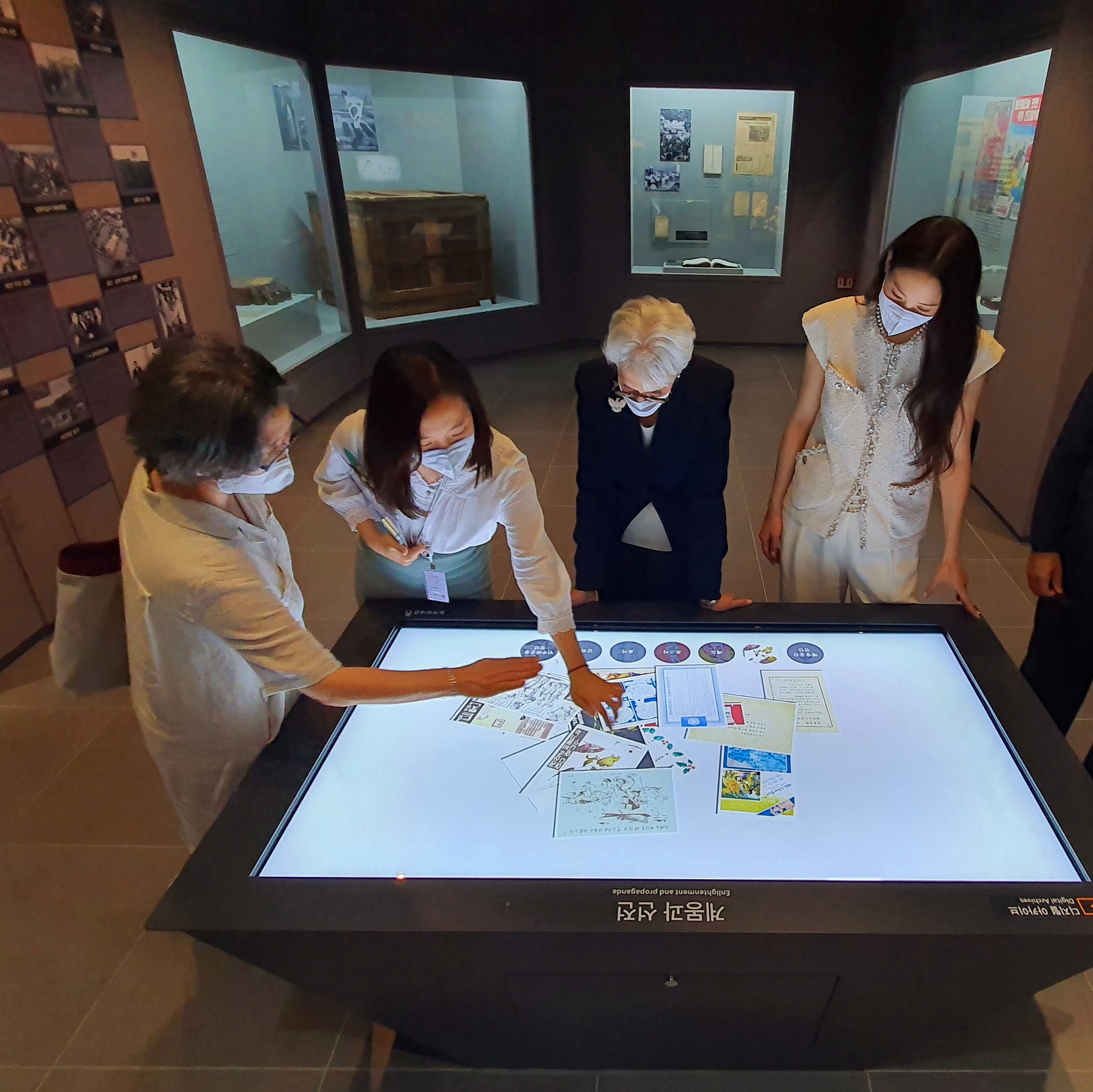
박물관을 관람하는 미국 국무부 부장관 웬디 셔먼
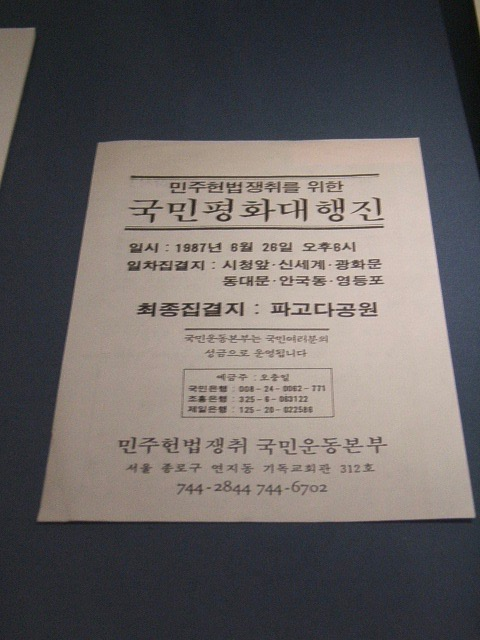
1987년 6월 26일 국민평화대행진 전단
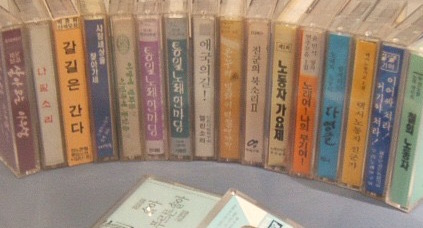
1980년대 민중가요 카세트 테이프
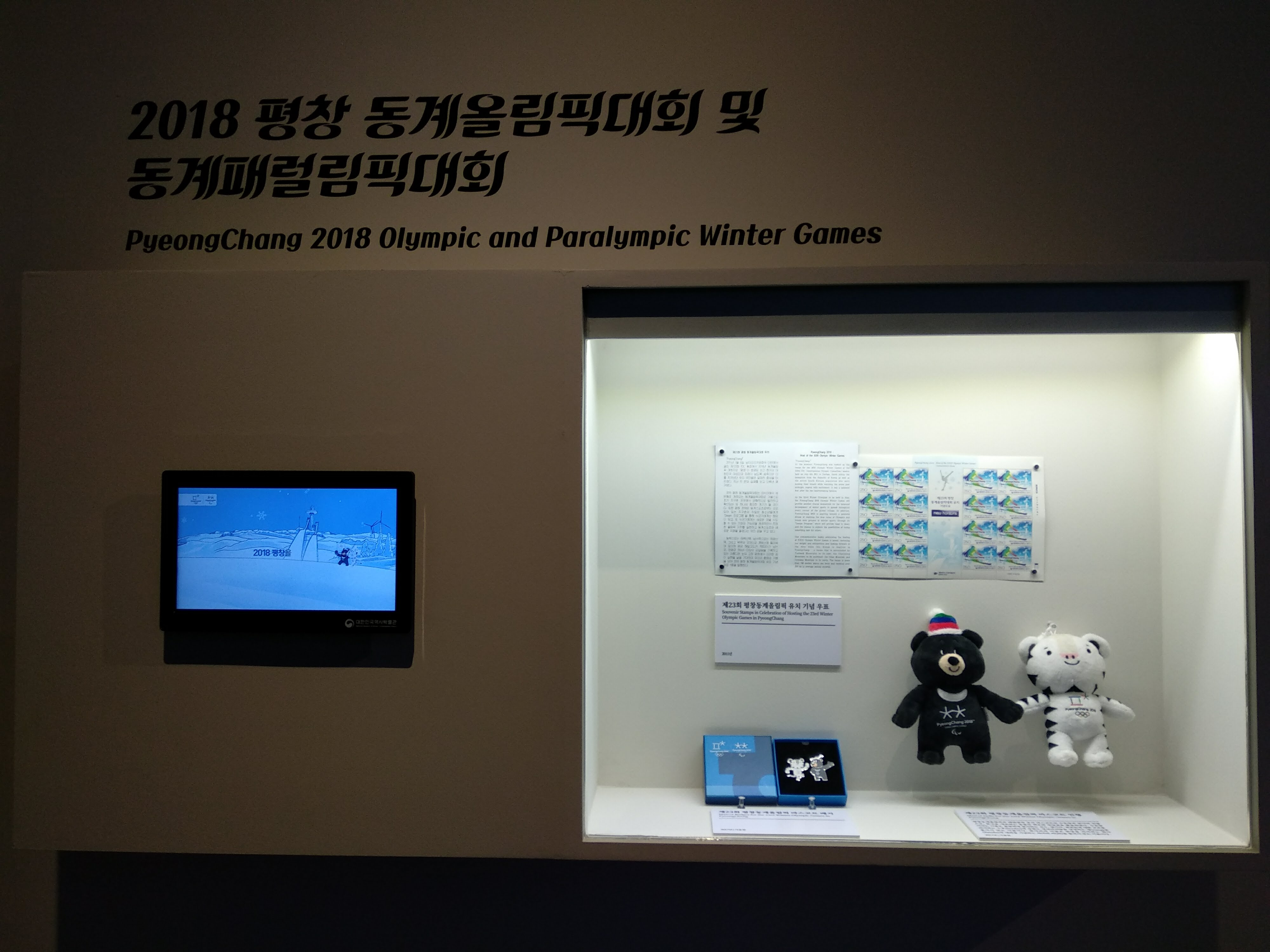
평창동계올림픽 마스코트

## 같이 보기
- 국립중앙박물관
- 국립민속박물관
- 국립현대미술관
- 국사편찬위원회
- 역사학회
- 대한민국의 박물관과 미술관 목록
- 대한민국의 국립 박물관 목록